# Българско благодетелно братство „Просвещение“
Българското благодетелно братство „Просвещение“ е българска просветна организация, създадена през 1868 година по инициатива Петко Славейков към настоятелството на Българското читалище в Цариград. „Просвещение“ има за цел да подпомага бъларското учебно дело. Организацията издържа много български ученици, сред които Трайко Китанчев, Георги Измирлиев и други.
По настояване на Стефан Бобчев „Просвещение“ купува къща в Топкапия и я преустройва в параклис. Бобчев е избран за председател на дружеството. То поддържа българските пансиони в Солун и Сяр и училището във Воден. С пари, дарени от Зографския манастир, е отворен български параклис в Солун.
Към 1873 година „Просвещение“ наброява 160 действителни членове и има 11 филиала на различни места из българските земи. Издържа 11 млади българи от Македония, подкрепя девическите училища в Солун и Воден.